# Cecil Hepworth

Cecil Hepworth, um 1905

Cecil Milton Hepworth (* 19. März 1874 in Lambeth, London; † 9. Februar 1953 in Greenford, Middlesex) war ein britischer Filmregisseur, Produzent, Autor und Darsteller. Er gehört zu den Pionieren des britischen Films.

## Leben
Mit der Unterhaltungsindustrie war Hepworth von Kindheit an vertraut, da sein Vater Laterna-magica-Vorführungen veranstaltete. In den 1890er Jahren arbeitete er für Birt Acres und Charles Urban und schrieb 1897 das erste britische Buch über Film. Mit seinem Cousin Monty Wicks gründete er die Filmproduktionsfirma Hepworth and Co., die später in Hepworth Manufacturing Company und dann in Hepworth Picture Plays umbenannt wurde. Ab 1899 produzierten sie etwa drei Filme pro Woche in ihrem Studio in Walton-on-Thames, darunter zahlreiche Phantom Rides. Zu den bekannteren kurzen Filmen dieser Frühzeit gehören How It Feels to Be Run Over (1900) und die Aufnahmen vom Trauerzug für die verstorbene Königin Victoria aus dem Jahr 1901. 1903 schuf Hepworth die erste filmische Adaption von Lewis Carrolls Alice im Wunderland, die jedoch auf narrativer Ebene mangelhaft und ohne Kenntnis des Stoffes nahezu unzugänglich ist.

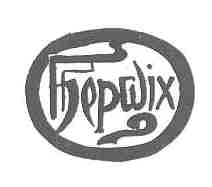
Das bis 1908 verwendete Logo der Hepworth Manufacturing Company

Der 1905 von Hepworth produzierte Film Rescued by Rover (Regie: Lewin Fitzhamon) wurde ein überwältigender Kassenerfolg. Ein Collie war in der Titelrolle zu sehen, Cecil Hepworth tritt in diesem Film in seiner letzten Rolle als Darsteller auf. Die einzelnen Szenen sind geschickt zusammengefügt und betonen die aktionsreiche Handlung. Der Film wurde zweimal Szene für Szene nachgedreht, da die ersten beiden Originalnegative wegen der großen Nachfrage durch das Ziehen von Kopien verschlissen gewesen sein sollen. Die Produktion des Films kostete die auch damals geringe Summe von rund 7 Pfund, wodurch Rescued by Rover zu den rentabelsten Produktionen der Filmgeschichte gehören dürfte.
In den 1910er Jahren produzierte er Massenware für den durchschnittlichen Publikumsgeschmack und machte Alma Taylor, Chrissie White und deren Filmpartner Henry Edwards zu einheimischen Filmstars. Die Produktionsgesellschaft war bis in die 1920er Jahre aktiv, doch Hepworths seit etwa 1910 unveränderter Filmstil mit theatralischer Gestik und fixer Kameraposition wirkte zunehmend altmodisch. 1919 hatten sie mit Alf's Button jedoch einen internationalen Erfolg, dessen Einnahmen sofort in ein größeres Studio investiert wurden. Nach dem finanziellen Desaster von Hepworths zweiter Verfilmung von Comin' Thro' The Rye (1923) ging die Gesellschaft allerdings 1924 in Konkurs. Alle greifbaren Originalnegative wurden auf Anordnung des Konkursverwalters eingeschmolzen, um das daraus gewonnene Silber zu verkaufen. 1926 entstand Cecil Hepworths letzter Film.
In den folgenden Jahrzehnten blieb Hepworth ein gefragter Zeitzeuge. Während des Zweiten Weltkriegs produzierte er einige Lehr- und Propagandafilme für die britische Regierung. Nach dem Zweiten Weltkrieg stand er dem History Research Committee des British Film Institute vor. 1950 zählte er zu den ersten Filmschaffenden, die von der British Film Academy mit dem Ehrenpreis (Honorary Fellow) ausgezeichnet wurden. Daneben war Hepworth Ehrenmitglied der Royal Photographic Society und der British Kinematograph Society.
Unter dem Titel Came the Dawn: Memories of a Film Pioneer veröffentlichte Cecil Hepworth 1951 seine Autobiografie. Zwei Jahre später starb er im Alter von 79 Jahren.